# Morze Natuna
Morze Natuna (indonez. Laut Natuna) – morze Oceanu Spokojnego, położone u północno-zachodnich wybrzeży Indonezji.
Międzynarodowa Organizacja Hydrograficzna w trzecim wydaniu publikacji Limits of Oceans and Seas nie wymienia Morza Natuna jako osobnego morza. Zamiast tego, obszar Morza Natuna jest uważany za południową część Morza Południowochińskiego. W czwartym wydaniu publikacji, zostało wydzielone osobne Morze Natuna, położone pomiędzy północno-wschodnim wybrzeżem Sumatry a zachodnim wybrzeżem wyspy Kalimantan, na południe od archipelagu Wysp Natuna. Nazwa nie jest jednak powszechnie używana, a Chiny apelowały do IHO o ponowne włączenie tych wód w granice Morza Południowochińskiego.
W lutym 2017 roku, Indonezja zmieniła nazwę północnej części swojej wyłącznej strefy ekonomicznej na "Północne Morze Natuna", co spotkało się z krytyką ze strony Chin.